# فتح‌آباد (لنجان)
فتح‌آباد (لنجان)، روستایی از توابع بخش باغ بهادران شهرستان لنجان در استان اصفهان ایران است.

## جمعیت
این روستا در دهستان چم رود قرار دارد و براساس سرشماری مرکز آمار ایران در سال ۱۳۸۵، جمعیت آن زیر سه خانوار بوده‌است.